# Monumento natural Cañón Okatse
El monumento natural cañón Okatse (en georgiano: ოკაცეს კანიონი) es un cañón creado por la erosión del río Okatse ubicado en el municipio de Khoni, región de Imericia, Georgia cerca de la aldea Zeda Gordi a 520 metros sobre el nivel del mar.

## Morfología
El cañón Okatse es un segmento de 2 kilómetros del río del mismo nombre de 14 kilómetros de largo. La erosión del valle creó un cañón de 3 a 6 metros de ancho y en algunos lugares de 15 a 20 metros de ancho. Su profundidad varía de 20 a 100 metros. En él se pueden ver distintas cascadas, incluyendo el Monumento natural cascada Kinchkha y varios lagos diminutos, uno de ellos, Oskapo, tiene 60 metros de largo. En algunos lugares, las paredes del cañón casi se fusionan y producen cavernas naturales, una de ellas llamada Boga, desde la cual se puede ver el fondo del cañón. Debajo de Boga, la profundidad del cañón alcanza los 100 metros. Los geólogos identificaron allí una columna tectónica que se eleva desde la corteza terrestre. Por lo tanto, la parte inferior del valle del río se eleva varias decenas de metros en comparación con la sección media. El valle quedó bloqueado por una fractura tectónica y se formó un lago gordiano en el que se depositó arcilla-arena. A lo largo del cañón hay varias cuevas desde las cuales las aguas kársticas desembocan en el río Okatse.

## Flora
La vegetación del valle del cañón se beneficia del suministro constante de agua y del peculiar microclima, algunos árboles bastante grandes han crecido en sus orillas, incluidos especímenes de madera raros y en peligro de extinción. El valle del río está cubierto de arbustos forestales. La flora prehistórica se ha estudiado analizando los sedimentos del lago Gordiano del cañón, que tienen 27 metros o más de espesor. Los sedimentos de lagos gordianos de la época del Pleistoceno tienen claras evidencias de precipitación estacional, ya que cada año tiene un par de capas correspondientes. El estudio palinológico reveló restos de especies de flora arcaicas, ahora extintas en esta región, como cipreses de pantano, Taxodium, Engelhardia, Careya y Tsuga. En las capas más altas de los sedimentos del lago, no se encontraron rastros de estas plantas, lo que refleja la orogénesis inducida por el clima. 

## Atracciones turísticas

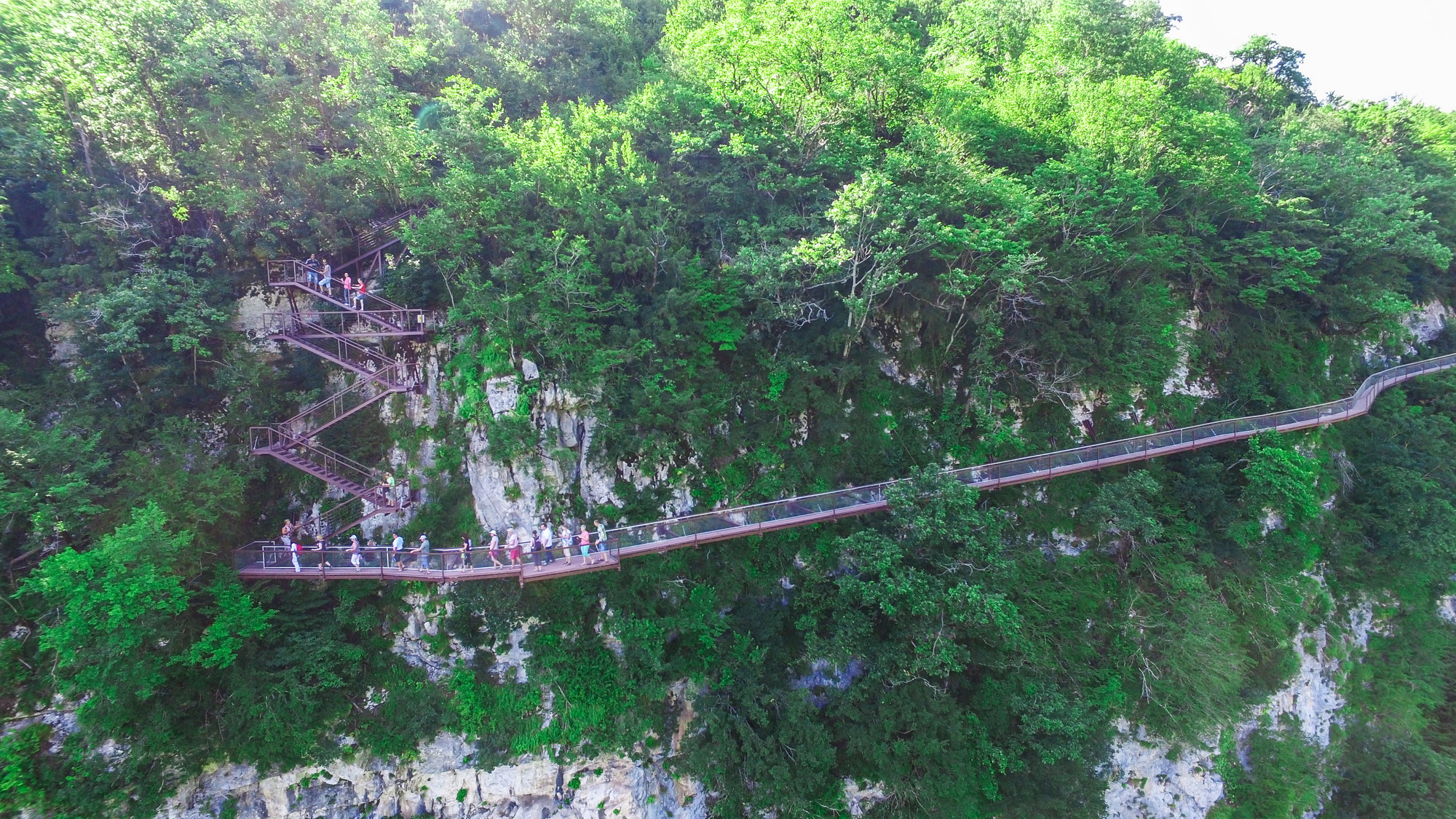
Pasaje peatonal en el cañón Okatse

Desde el centro de visitantes del Cañón, ubicado en el pueblo de Gordi, un pasaje peatonal de 6 km de largo comienza con una sección pavimentada de piedra de 2300 m de largo en el bosque histórico de Dadiani y conduce al puesto de control del Cañón Okatse donde comienza el sendero del acantilado colgante de 780 m de largo. Desde allí, el camino termina con la plataforma de 20 m de largo, que cuelga sobre el cañón y brinda una vista panorámica. Este es el lugar favorito de los visitantes para observar aves y tomarse selfies. El segundo camino pavimentado de piedra de 645 m de largo cuenta con escaleras metálicas que suman 989 escalones que conducen al río Okatse y al fondo del cañón. Aquí el ancho del cañón no supera los 4 metros, mientras que la profundidad es de 50 metros.  También es posible llegar desde el centro de visitantes al puesto de control en coche o en bicicleta. Está considerado entre las principales atracciones del lugar, junto al monumento natural Cascada Kinchkha, el parque forestal Dadiani y las ruinas del castillo Dadiani.